# NGC 1914
NGC 1914 é um aglomerado aberto com nebulosa na direção da constelação de Mensa. O objeto foi descoberto pelo astrônomo John Herschel em 1834, usando um telescópio refletor com abertura de 18,6 polegadas. Devido a sua moderada magnitude aparente (+12), é visível apenas com telescópios amadores ou com equipamentos superiores. 